# Актогай (Сарисуський район)
Актога́й (каз. Ақтоғай) — село у складі Сарисуського району Жамбильської області Казахстану. Входить до складу Жанаарицького сільського округу.
Населення — 735 осіб (2021; 781 у 2009, 806 у 1999, 828 у 1989).